# 萬春 (清朝)
萬春（？年—？年），鑲白旗包衣漢軍烏林大佐領下人，清朝官员。
由貢生，嘉慶十二年署順慶府通判。曾在四川順慶府岳池縣擔任官吏。